# Max Koot

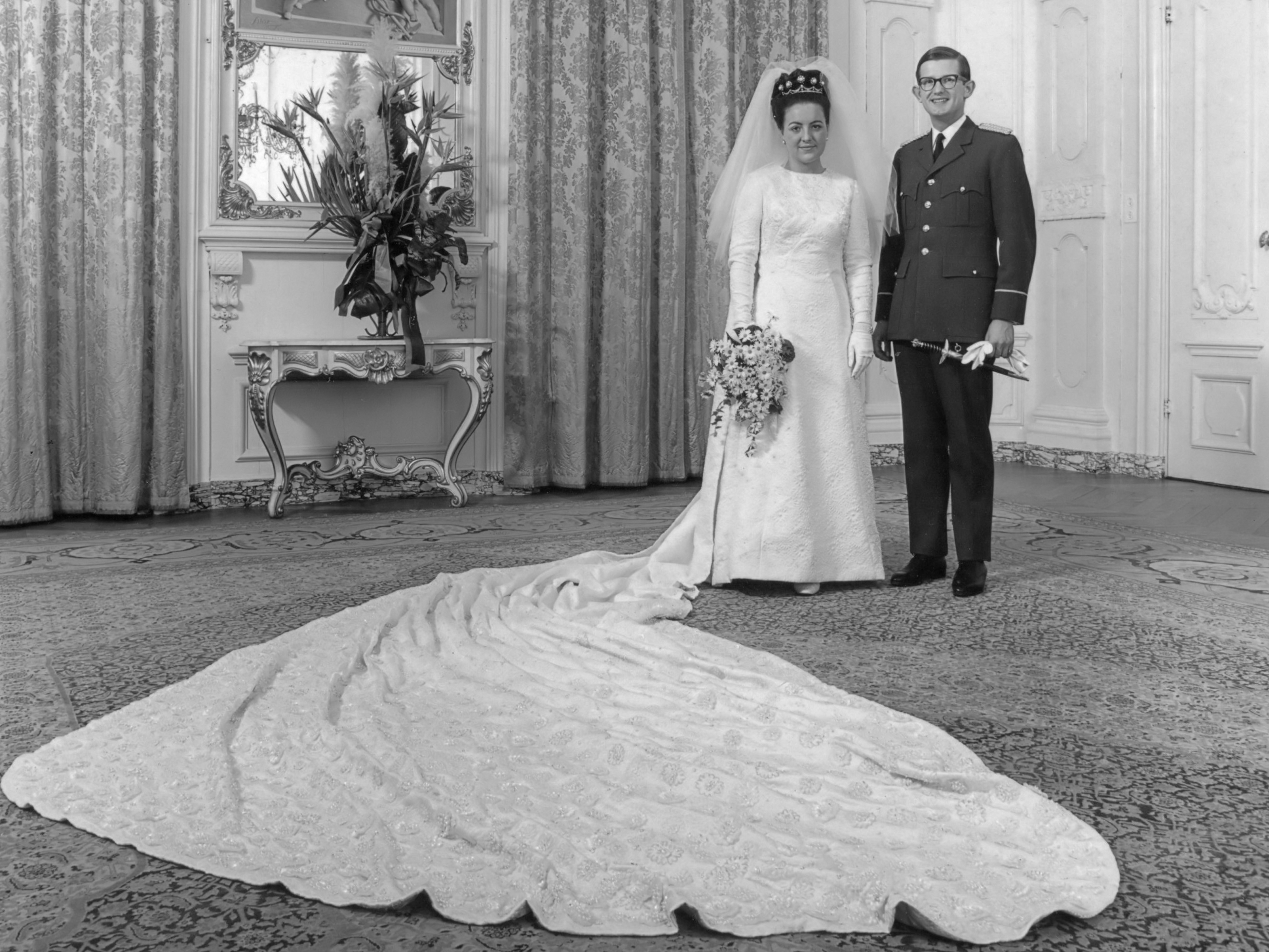
Huwelijk van Prinses Margriet en Pieter van Vollenhoven (1967)

Max Koot (Cimahi, (West) Java, 27 maart 1917 - Den Haag, 25 september 1991) was een fotograaf in Den Haag. Hij verwierf na de Tweede Wereldoorlog bekendheid als officiële fotograaf van het Koninklijk Huis maar portretteerde ook vele andere bekende Nederlanders.
Hoewel Koot vooral bekendstond om zijn portretten, meestal in een stijl die formeel aandoet, maakte hij ook reportages van huwelijken en voor bedrijven en modefoto's. Ook fotografeerde hij veel voor de Haagse Comedie, waarbij onder anderen de toneelspelers Ellen Vogel en Paul Steenbergen onderwerp waren.
Meerdere beroepsfotografen hebben bij Koot een opleiding gekregen. Max Koot Studio, de studio en winkel aan de Laan van Meerdervoort in Den Haag, bleef na zijn overlijden in 1991 bestaan.